# フィリベール・ジャック・メロッテ
フィリベール・ジャック・メロッテ（Philibert Jacques Melotte 、1880年1月29日 - 1961年3月30日）は、イギリスの天文学者。グリニッジ天文台で活動した。メロッテカタログの通称で呼ばれる星団のカタログを編纂したことで知られる。

## 略歴
1880年1月29日、フィリベール・ジャック・メロッテは、普仏戦争の際にイングランドへ移民してきたベルギー系の両親の下に、ロンドンのカムデン・タウンで生を受けた。彼の父がロンドン南東のグリニッジにある王立海軍大学で語学と数学の講師として務めていたことから、同じくグリニッジにあるジョン・ローン・スクールに通った。15歳のときに、グリニッジ天文台に臨時の計算者として雇われたメロッテは、星図・位置天文学に関する部門ので働いた。当時は、星図作成に関する国際協力プロジェクト「カルト・デュ・シエル (Carte du Ciel) 」が精力的に進められており、メロッテはこの部門で働きながら生涯の適性となる天体写真術を身に付けた。彼はグリニッジ天文台での最初の10年間で、星図作成業務の副産物として、何百もの彗星、小惑星、衛星の位置の観測結果を残した。
星図作成という決して華やかではない業務を地道に続けていたメロッテに、転機が訪れたのは1908年のことである。木星の外側の衛星の体系的な調査に関わっていた彼は、第6衛星のそばに17等級の天体があることに気付いた。彼は慎重に観測を重ね、それが未発見の衛星であることを発表した。現在ではパシファエと名付けられているこの第8衛星の発見により、翌年の1909年に王立天文学会からジャクソン＝グウィルト・メダルを授与された。この功績により、彼の名は世界の天文学界で知られるようになった。また同年1月16日には、小惑星メリッタを発見している。
1922年には、皆既日食の際に太陽の重力場を観測するため、ハロルド・スペンサー＝ジョーンズとともにクリスマス島に赴いたが、悪天候のため所期の目的を果たせなかった。1944年から1946年にかけて、英国天文学協会の理事長を務めた。1961年3月30日、アビンガーで死去。

## メロッテカタログ
それまでの経験を買われ、『フランクリン=アダムス星図』の第2版の編集を預託されたメロッテは、1914年に全天を206枚の写真でカバーした星図を刊行した。また翌年の1905年には、この写真星図に写っている245個の星団を記したカタログを刊行している。これは現在「メロッテカタログ」として知られている。